# Рашворт Кіддер
Рашворт Кіддер (англ. Rushworth Moulton Kidder, 8 травня 1944 - 5 березня 2012) — американський письменник, фахівець з питань етики і професор. Кіддер заснував Інститут глобальної етики в 1990 році і є автором книг «Моральна мужність» і «Як хороші люди роблять важкий вибір: Вирішення дилем етичного життя». Народився в Амхерсті, штат Массачусетс. Працював оглядачем і редактором у виданні «The Christian Science Monitor». Помер у 2012 році від природних причин у Нейплсі, штат Флорида, у віці 67 років. Кіддер отримав докторський ступінь в Колумбійському університеті з англійської мови та порівняльної літератури  і написав передмову до книги Годфрі Джона «Співчуття перемагає» .

## Вибрана бібліографія
- Хороші діти, важкий вибір: Як батьки можуть допомогти своїм дітям зробити правильний вибір (2010), ISBN 978-0-470-54762-5
- Рецесія етики: Роздуми про моральні підвалини нинішньої економічної кризи (2009), ISBN 0-615-27535-4
- Моральна мужність (2005), ISBN 0-06-059154-4
- Як хороші люди роблять складний вибір: Вирішення дилем етичного життя (1995), ISBN 0-688-13442-4
- Спільні цінності для неспокійного світу: Бесіди з чоловіками і жінками совісті (1994), ISBN 1-55542-603-4
- Етика серцевини: Голоси з американського Середнього Заходу, редактор (1992), ISBN 1-881601-00-5
- На задвірках нашого життя (1992), ISBN 978-0-89909-343-7
- Переосмислюючи майбутнє: Глобальні цілі на 21 століття (1989), ISBN 0-262-11146-2